# ゴルフ型潜水艦
ゴルフ型潜水艦（ゴルフがたせんすいかん Golf class submarine）は、ソビエト/ロシア海軍の弾道ミサイル潜水艦。1・2・3・4・5型のサブタイプが存在する。ゴルフ型の名称はNATOコードネームであり、ソ連海軍の計画名は629型潜水艦（Подводные лодки проекта 629）である。艦種記号上は潜水巡洋艦である。

## 概要
潜水艦発射弾道ミサイルを艦橋後部に格納していたために弾道ミサイルの搭載数はI型ではわずか3発（II型では6発、III型では4発）に留まっている。また、原子炉を積んでいないために長期間潜航できない他、R-11FM/R-13潜水艦発射弾道ミサイルを搭載した前期型ではミサイル発射の際には浮上しなければならないという短所があった。後期型では水中発射可能なR-21に換装された。
1958年から就役を開始し、1962年までに23隻が就役した。このうちの1隻K-129は1968年に北太平洋で不明の原因により沈没している、アメリカ中央情報局が1974年におよそ水深5,000mの海底からK-129のパーツを部分を回収する作戦を実行したことがある（プロジェクト・ジェニファー）。
同級はソ連では1990年までに全艦退役したが、ソビエト連邦の崩壊後の1993年に10隻が北朝鮮に解体するために売却されており、北朝鮮はこれらを運用したことはないが、艦の弾道ミサイル発射システムなどを学習した可能性がある。
1959年にソ連から中国人民解放軍海軍に4隻（完成品2隻、部品2隻分。1隻分の部品のみという説もある）と設計図とR-11FM（核弾頭無し）が供与され、1966年に「031型通常動力弾道ミサイル潜水艦」として1隻建造しており、これを改造して水中発射能力を付与し、弾道ミサイル発射実験に使用して弾道ミサイルと弾道ミサイル潜水艦のノウハウを得たとみられる。この弾道ミサイル発射試験艦「長城400号」は40年以上の艦齢で、現在では青島にある中国人民解放軍海軍博物館で記念艦として展示・係留されている。保存状態は非常に良好で、悪天候以外では甲板上での乗艦見学が可能である。
後継艦は原子力機関を採用したことにより潜航時間の制約が無くなった、ホテル型原子力潜水艦である。
朝鮮人民軍海軍が開発に成功したとされる弾道ミサイル潜水艦は本級をベースとしていると一部マスメディアが報道したが、性能は一切判明していない。

## 事件・事故
1984年9月20日、長崎県壱岐島北西の日本海で、ゴルフII型潜水艦1隻がセイルから白煙を上げて漂泊しているのを海上自衛隊機が発見し、一時は弾道ミサイルの暴発もあり得るとして日本国内で大きな騒ぎとなった。自衛隊や海上保安庁も出動したが、同艦はソ連海軍の給油艦や航洋曳船から放水を受けて鎮火したのち、22日に航洋曳船によってウラジオストクに曳航された。

## 仕様

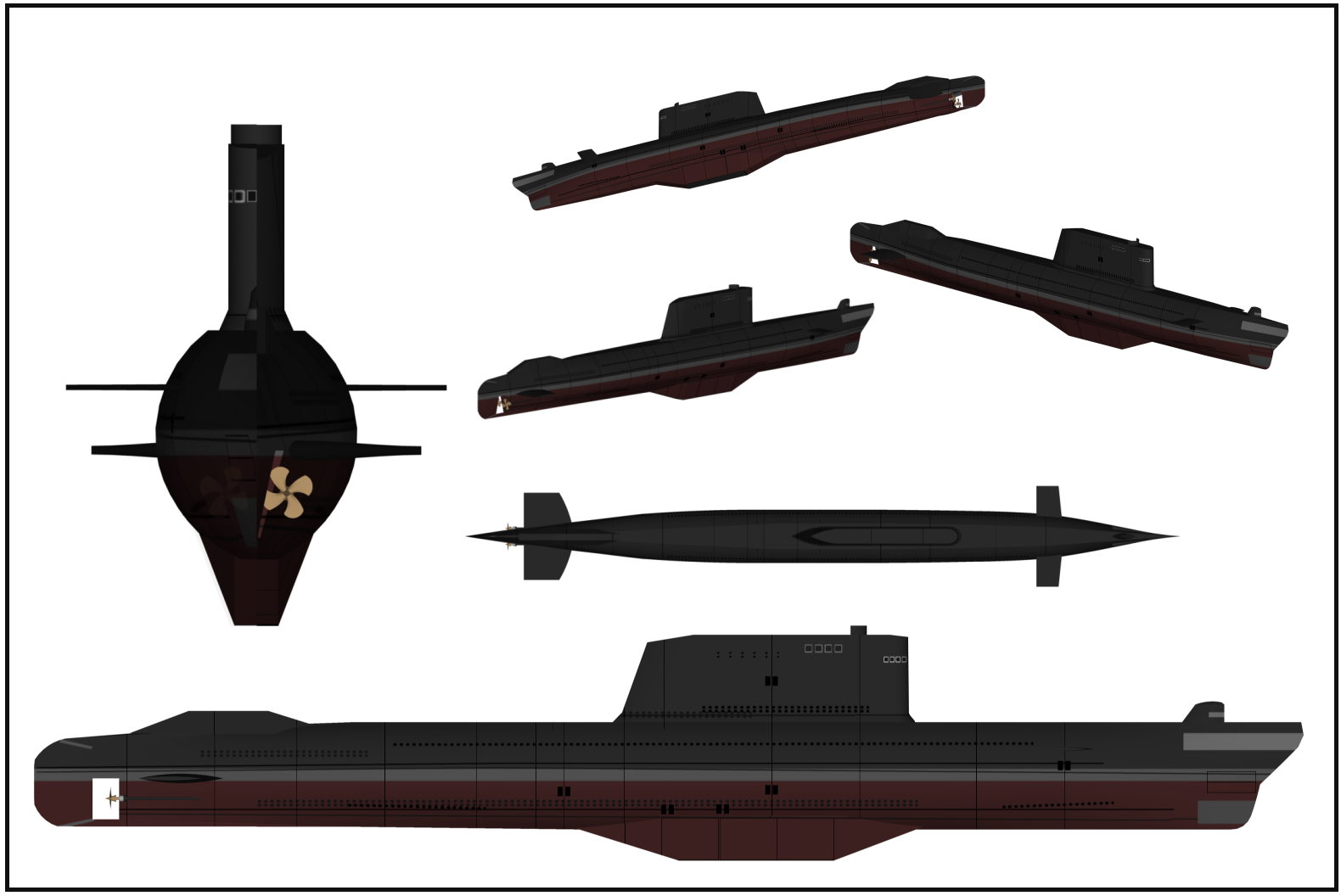
ゴルフII型　艦形図

- 水上排水量: 2794t(629) 2300-2820t(629A)
- 水中排水量: 3553t(629) 2700-3553t(629A)
- 全長: 98.4m(629) 98.9m(629A)
- 全幅: 8.2m
- 喫水: 7.85m(629) 8.5m(629A)
- 速度: 15kt/12.5kt(水上/水中）
- 航続距離: 70日
- 乗員: 80名
- 潜航可能深度: 300m
- 兵装: 533mm魚雷発射管×6、弾道ミサイル